# HD 127304
Désignations
HD 127304 est une étoile double de la constellation du Bouvier. Sa composante la plus brillante est une étoile de la séquence principale de type A de sixième magnitude, classée A0Vs. Elle possède une étoile compagnon de faible magnitude 10,62, située à une distance angulaire de 25,6 mas et un angle de position de 256° (données de 2013).